# O du som himlens stjärnor tänt
O du som himlens stjärnor tänt är en adventspsalm med text från 800-talet på latin. Den bearbetades och översattes av Anders Frostenson 1966. Musiken är en medeltida hymnmelodi.

## Publicerad som
- Nr 422 i 1986 års psalmbok under rubriken "Advent".